# Here We Go (Let’s Rock & Roll)
A Here We Go (Let's Rock & Roll) című dal az amerikai C+C Music Factory 2. kimásolt kislemeze a Gonna Make You Sweat című albumról. A dal az amerikai Billboard Hot 100-as listán a 3. helyezést érte el, a Billboard Hot R&B listán a 7. helyig jutott. Az amerikai dance listán három hétig volt első helyezett. A dal az Egyesült Királyságban a 20. helyezett volt. A kislemezből 500.000 példányt értékesítettek, így arany státuszt kapott.

## Megjelenések
CD  Amerikai Egyesült Államok Columbia – 44K 73689
1. Here We Go (The Clivilles/Cole Rockin' In '91 Mix - Zelma Sings) 10:01
2. Here We Go (The Rockin' In '91 Dub - The Cole/Clivilles House Mix) 7:42
3. Here We Go (The C & C Radio Mix) 4:32
4. Here We Go (The R & B Radio Mix) 4:32
5. Here We Go (The Rock & Roll Radio Mix) 4:41

12"  Amerikai Egyesült Államok Columbia – ACD 73781
- A1	Here We Go (The Clivilles & Cole House Mix)	5:23
- A2	Here We Go (The Garage Mix) 3:12
- B1	Here We Go (The Red Hot Dub) 4:30
- B2	Here We Go (The Reprise) 6:38

## Slágerlisták és eladások

### Heti összesítések
| Slágerlista (1991)                               | Legjobb helyezés |
| ------------------------------------------------ | ---------------- |
| Ausztrália (ARIA)                                | 20               |
| Ausztria (Ö3 Austria Top 40)                     | 24               |
| Belgium (VRT Top 30 Flanders)                    | 21               |
| Kanada Canada Top Singles (RPM)                  | 11               |
| Canada Dance (RPM)                               | 1                |
| Finland (Suomen virallinen lista)                | 16               |
| Németország (Media Control Charts)               | 14               |
| Írország (IRMA)                                  | 18               |
| Hollandia (Dutch Top 40)                         | 19               |
| Új-Zéland (RIANZ)                                | 9                |
| Spanyolország (AFYVE)                            | 4                |
| Svédország (Sverigetopplistan)                   | 33               |
| Svájc (Schweizer Hitparade)                      | 11               |
| Egyesült Királyság (The Official Charts Company) | 20               |
| US Billboard Hot 100                             | 3                |
| US Billboard Hot R&B/Hip-Hop Songs               | 7                |
| US Billboard Hot Dance Club Songs                | 1                |

### Év végi összesítések
| Slágerlista (1991)              | Legjobb helyezések |
| ------------------------------- | ------------------ |
| Kanada Canada Top Singles (RPM) | 76                 |
| Kanada Canada Dance (RPM)       | 1                  |
| Új-Zéland (Recorded Music NZ)   | 39                 |
| US Billboard Hot 100            | 35                 |

### Minősítések
| Ország                           | Minősítés | Eladások |
| -------------------------------- | --------- | -------- |
| Amerikai Egyesült Államok (RIAA) | Arany     | 500.000  |

## Felhasznált zenei alapok
A dalhoz az alábbi zenei alapokat használták fel: 
- Chic - Le Freak (1978)
- Strafe - Set It Off (1984)[20]
- Sandee - Notice Me (1988)[21]